# Джеймс Данбер
Джеймс Ральф Данбер, або Джим Данбер (англ. James Ralph "Jim" Dunbar; нар. 11 липня 1930) — американський академічний веслувальник. Олімпійський чемпіон (1952).

## Життєпис
Народився 11 липня 1930 року в місті Кроуфордсвілі, округ Монтгомері, штат Індіана, США. Займатись академічним веслуванням розпочав під час навчання у Військово-морській академії.
На літніх Олімпійських іграх 1952 року в Гельсінкі (Фінляндія) став олімпійським чемпіоном у складі вісімки (з результатом 6:25.9).
Після закінчення академії у 1955 році став офіцером ВПС США. Брав участь в бойових діях у В'єтнамі. Здійснив понад 100 успішних бойових вильотів на винищувачі F-105. Нагороджений Хрестом льотних заслуг і понад 10 медалями.